# Asterorhombus intermedius
Asterorhombus intermedius es una especie de pez de la familia Bothidae en el orden de los Pleuronectiformes.

## Hábitat
Es un pez de mar.

## Morfología
• Pueden llegar alcanzar los 20 cm de longitud total.

## Distribución geográfica
Se encuentra desde las  costas del Mar Rojo hasta las de Tonga, sur de Japón y Australia.